# Teo-neol
Teo-neol (hangul: 터널; rr: Teo-neol; bra: O Túnel) é um filme sul-coreano do gênero drama e sobrevivência de 2016 dirigido e escrito por Kim Seong-hun.

## Elenco
- Ha Jung-woo como Lee Jung-soo,
- Bae Doo-na como Se-hyun,
- Oh Dal-su como Dae-kyung,
- Nam Ji-hyun como Mi-na,
- Kim Hae-sook como a Ministra,
- Park Hyuk-kwon como oficial do governo,
- Park Jin-woo como ajudante do governo,
- Lee Sang-hee como jornalista da YTN,
- Kim Jong-Soo como executivo da empresa de perfuração (cameo),
- Shin Jung-keun como o Capitão Kang,
- Cho Hyun-chul como um cara.
- Yoo Seung-mok como jornalista Jo,
- Lee Dong-jin como DJ de rádio,
- Lee Cheol-min como capitão da equipe de perfuração,
- Han Sung-chun como técnico de drones,
- Kim Seung-hoon como apresentador,
- Ye Soo-jung como mãe do trabalhador falecido,
- Jin Yong-ok como trabalhador da construção,
- Lee Dong-yong como trabalhador da construção,
- Joo Suk-tae como empregado da Korea Expressway Corporation,
- Ahn Se-ho como membro da equipe,
- Seo Hyun-woo como jornalista da SNC,
- Kang Shin-chul como agente,
- Jin Seon-kyu como agente de equipamento,
- Yeo Min-gyu como voz do número de emergência 119, piloto de helicóptero,
- The dog
- Choi Gwi-hwa como uma pessoa (cameo),
- Jung Suk-yong como Choi (cameo),
- Hwang Byeng-gug como dono de posto de gasolina (cameo),
- Bae Yoo-ram como empregado do 119 (cameo).
- Kim Sung-kyu como um membro do grupo cívico #3.
- Kim Soo-jin como uma membra da audiência.

## Prêmios e indicações
| Prêmio                         | Categoria               | Receptor                      | Resultado |
| ------------------------------ | ----------------------- | ----------------------------- | --------- |
| XXXVII Blue Dragon Film Awards | Melhor Ator             | Ha Jung-woo                   | Nomeado   |
| XXXVII Blue Dragon Film Awards | Melhor Ator Secundário  | Oh Dal-su                     | Nomeado   |
| XXXVII Blue Dragon Film Awards | Melhor Atriz Secundária | Bae Doona                     | Nomeada   |
| XXXVII Blue Dragon Film Awards | Prêmio de Popularidade  | Bae Doona                     | Vencedora |
| XXXVII Blue Dragon Film Awards | Melhor Roteiro          | Kim Seong-hoon                | Nomeado   |
| XXXVII Blue Dragon Film Awards | Melhor Edição           | Kim Chang-joo                 | Nomeado   |
| XXXVII Blue Dragon Film Awards | Prêmio de Técnica       | Kim Nam-sik (efeitos visuais) | Nomeado   |